# Borys Lusin
Borys Lusin (ur. 16 maja?/29 maja 1913 k. Sum, zm. 1977) – generał major Armii Czerwonej służący w LWP.

## Życiorys
Absolwent Szkoły Dowódców Broni Pancernej, dowódca plutonu czołgów, potem batalionu. Szef sztabu brygady czołgów. Podczas wojny sowiecko-niemieckiej 1941-1944 walczył na Froncie Białoruskim. Od 25 kwietnia 1944 pułkownik, po wojnie zastępca szefa sztabu Broni Pancernej w Północnej Grupie Wojsk Armii Czerwonej w Niemczech, w 1949 ukończył akademickie kursy broni pancernej w Moskwie i został szefem sztabu dywizji pancernej. 30 grudnia 1950 skierowany do służby w Wojsku Polskim na stanowisku szefa wydziału operacyjnego Dowództwa Wojsk Pancernych WP. Od 28 października 1953 szef sztabu Dowództwa Wojsk Pancernych i Zmechanizowanych WP. W sierpniu 1956 mianowany generałem majorem wojsk pancernych. W listopadzie 1956 zakończył służbę w WP i wyjechał do ZSRR.

## Odznaczenia
- Order Virtuti Militari V klasy
- Krzyż Oficerski Orderu Odrodzenia Polski (1956)
- Brązowy Medal „Siły Zbrojne w Służbie Ojczyzny” (1956)
- Order Czerwonego Sztandaru (dwukrotnie)
- Order Czerwonej Gwiazdy (dwukrotnie)
- Order Wojny Ojczyźnianej II stopnia
- Order Kutuzowa II stopnia
- Order Bohdana Chmielnickiego II stopnia
- Medal „Za zasługi bojowe”